# نيكولاي مينشوتكين
نيكولاي ألكسندروفيتش مينشوتكين (24 أكتوبر 1842 - 5 فبراير 1907) (بالروسية: Николáй Алексáндрович Меншýткин) هو كيميائي روسي اكتشف عملية تحويل أمين ثالثي إلى كاتيون أمونيوم رابعي عبر التفاعل مع ألكان هالوجيني، والذي يُعرف الآن باسم تفاعل منشوتكين (Menshutkin reaction).

## مسيرته
ولد مينشوتكين في سان بطرسبرج. ترك المدرسة في سن 16 وبدأ دراسته العليا في جامعة سانت بطرسبرغ الحكومية. تخرج من هذه الجامعة في الكيمياء، وذهب إلى ألمانيا وفرنسا لتحسين مهاراته المخبرية. بدأ من خلال التعاون مع أدولف شتريكر في جامعة توبنغن سنة 1862. وبعد عامين، انتقل إلى جامعة باريس للعمل مع تشارلز أدولف فانتز (Charles Adolphe Wurtz). غادر في عام 1865 لجامعة ماربورغ حيث كان يعمل مع هيرمان كولبه. بعد عودته إلى روسيا، حصل على درجة الماجستير في العمل خلال فترة إقامته في فرنسا وألمانيا، لا سيما في بحثه عن كيمياء حمض الفوسفوروز.
في عام 1865، عاد مينشوتكين إلى سانت بطرسبرغ، ودافع عن أطروحته في مارس 1866 تحت إشراف ألكسندر بوتليروف وديميتري مندلييف.
في 6 أبريل 1869، دافع عن تأهيله للأستاذية في «توليف وخصائص اليوريدات» (The Synthesis and Properties of the Ureides)، وعُين في وقت قصير أستاذا في الكيمياء التحليلية. 
في عام 1871، أصبح مينشوتكين سكرتيرًا لكلية الفيزياء والرياضيات، وعُيّن في عام 1879 عميدًا، وهو المنصب الذي شغله حتى عام 1887.
في عام 1902 تم نقل مينشوتكين إلى معهد البوليتكنيك الجديد، على بعد حوالي 6 كيلومترات شمال سان بطرسبرج، مع الاحتفاظ بالأستاذية في الجامعة. هناك عمل أستاذا للكيمياء التحليلية والعضوية وشغل منصب عميد شعبة التعدين. منذ تأسيس الجمعية الكيميائية الروسية في عام 1868 وحتى عام 1891، شغل مينشوتكين منصب السكرتير، وأصبح رئيسًا لها في عام 1906.
في نهاية عام 1905 شارك بنشاط في انتخابات مجلس الدوما الأول، وكان أحد مؤسسي حزب الإصلاح الديمقراطي.
عانى مينشوتكين لسنوات عديدة من اضطراب في الكلى، وتوفي في فبراير من سنة 1907.